# Obernberg am Brenner
Obernberg am Brenner ist eine Gemeinde mit 402 Einwohnern (Stand 1. Jänner 2024) im Bezirk Innsbruck-Land in Tirol (Österreich). Die Gemeinde liegt im Gerichtsbezirk Innsbruck.

## Geografie
Obernberg liegt im gleichnamigen Tal, das vom Wipptal bei Gries am Brenner abzweigt. Den Talschluss bilden die wuchtige Schwarze Wand und die Kalkzacken des Obernberger Tribulauns im Kontrast zum darunterliegenden Urgesteingelände.
Die Gemeinde wird vom Obernberger Seebach durchflossen, Der von Fichtenwäldern umgebene Obernberger See ist ein beliebtes Ausflugsziel.
Die Gemeinde hat eine Fläche von 38,66 Quadratkilometer. Davon sind sieben Prozent landwirtschaftliche Nutzfläche, 43 Prozent Almen und 33 Prozent sind bewaldet.

### Ortsteile
Das Gemeindegebiet setzt sich aus sieben Weilern zusammen:
- Leite,
- Außertal,
- Innertal,
- Gereit,
- Eben,
- Frade und
- Obernberger See.

### Nachbargemeinden
|          | Trins                                       |                  |
| Gschnitz | Kompassrose, die auf Nachbargemeinden zeigt | Gries am Brenner |
|          | Brenner (Südtirol)                          |                  |

## Geschichte
In der Antike nutzte man das Gebiet als Jagdrevier. Das Tal diente bereits zur Bronzezeit als Almweide, und die einmarschierenden Römer trafen 15 v. Chr. auf einen blühenden Bergbau, der im 16. Jahrhundert aufgegeben wurde.
Die Flurnamen auf dem Gemeindegebiet legen nahe, dass der Großteil der Urbarmachung und Besiedelung erst durch die Bajuwaren erfolgte.
Ursprünglich hieß das Tal Vinaders oder Berg Vinaders. Die erste urkundliche Erwähnung von 1305 lautet „in montem Vinaders“. 1320 ist „in superiori monte Vinaders“ (‚auf dem Obernberg Vinaders‘) verschriftlicht. Obernberg bestand aus den Almen, die am Berg nach Vinaders kommen. Aus der Wendung bei/am/in oberen Berg hat sich schließlich der Name Obernberg gebildet.
Obernberg war bei Kaiser Maximilian I. ein beliebtes Ziel für den Jagdausflug.
Die Besiedlung des Tals ging bis ins frühe 20. Jh. über einige Schwaighöfe nicht hinaus.

### Bevölkerungsentwicklung
EinwohnerJahr3003203403603804004201860189019201950198020102040EinwohnerEinwohnerentwicklung von Obernberg am Brenner

## Kultur und Sehenswürdigkeiten

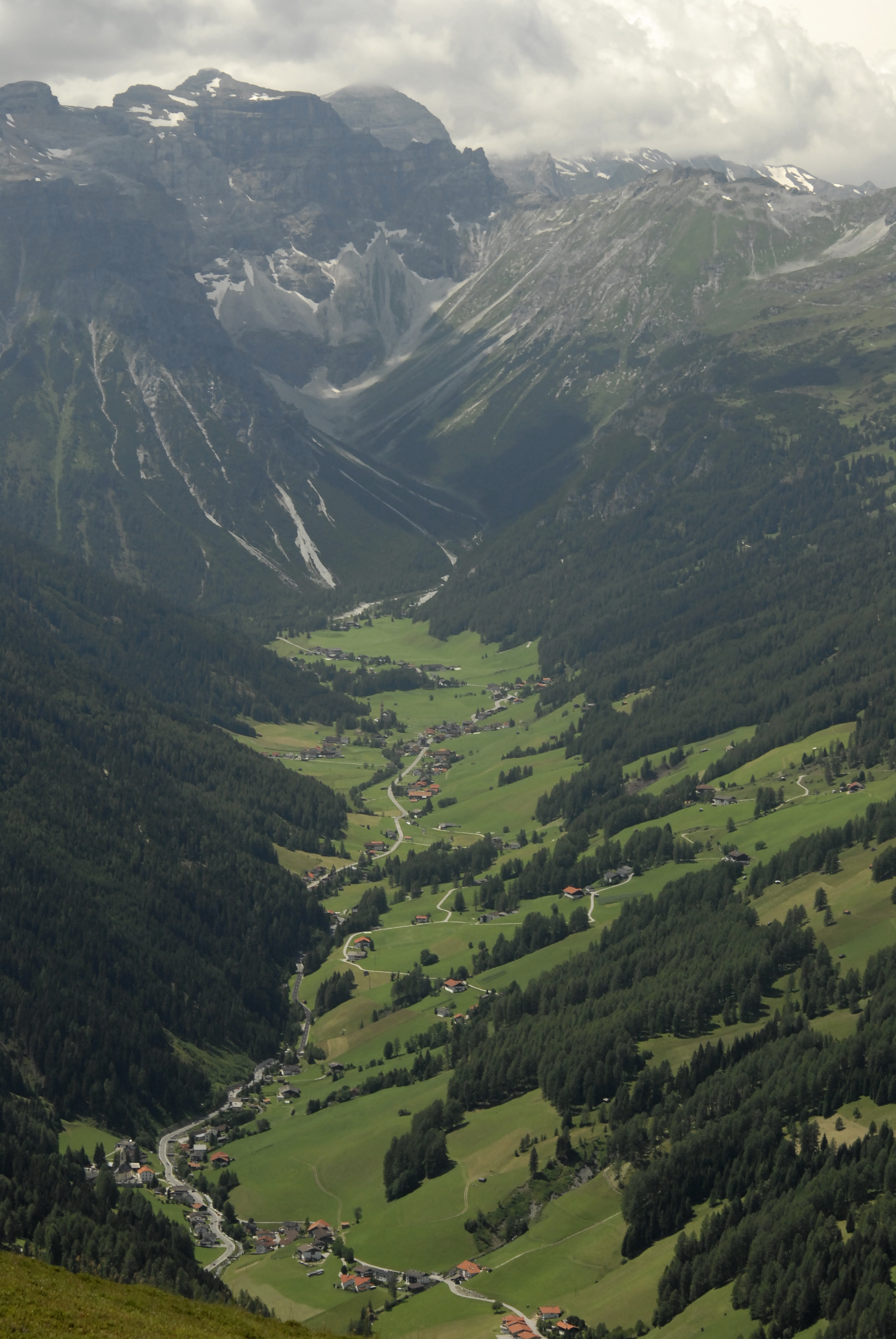
Obernberg im Obernberger Tal

- Katholische Pfarrkirche Obernberg am Brenner hl. Nikolaus: Nachdem bereits 1339 ein Kirchlein St. Nikolaus erwähnt wird, wurde die spätbarocke Pfarrkirche St. Nikolaus im Jahre 1760 errichtet. 1834 erhielt sie ihren charakteristischen Zwiebelturm. Die Architektur stammt von Johann Umhauser, der ein Mitarbeiter des geistlichen Baudirektors Franz de Paula Penz war. Der Malkünstler und Stuckateur Josef Schmutzer der Jüngere, der unter anderen auch die Kirchen in St. Jodok am Brenner, Mittenwald und Oberammergau gestaltet hat, war für die Ausschmückung der Kirche verantwortlich. Die im Rokoko-Stil gestaltete Kanzel entstammt, ebenso wie der Aufbau des Altars und die Statuen, den Ideen von Johann Perger aus Stilfes. Die Deckenfresken und das Altarblatt des Hauptaltars entstammen der Hand von Christoph Anton Mayr aus Schwaz. Die Kreuzwegbilder wurden von Josef Strasser 1850 gestaltet.[3] Dank ihrer auf einem Moränenwall im Tal eingebetteten Lage, im Hintergrund dem Bergmassiv des Tribulaun, und ihres Baustils ist die Kirche eines der begehrtesten Fotomotive Tirols.
- Kapelle Unserer Lieben Frau am See
- Hofkapelle (auch Kapelle im Innertal oder Danler-Kapelle)
- Frader Mühle
- Obernberger See

## Wirtschaft und Infrastruktur

### Wirtschaftssektoren
Von den 48 landwirtschaftlichen Betrieben des Jahres 2010 wurden 16 im Haupt-, 24 im Nebenerwerb und acht von juristischen Personen geführt. Diese acht bewirtschafteten fast drei Viertel der Flächen. Die sieben Erwerbstätigen des Produktionssektors arbeiteten in zwei Baufirmen. Der wichtigste Arbeitgeber des Dienstleistungssektors war der Bereich soziale und öffentliche Dienste mit 14 Mitarbeitern.
| Wirtschaftssektor            | Anzahl Betriebe | Anzahl Betriebe | Erwerbstätige | Erwerbstätige |
| Wirtschaftssektor            | 2011            | 2001            | 2011          | 2001          |
| ---------------------------- | --------------- | --------------- | ------------- | ------------- |
| Land- und Forstwirtschaft 1) | 48              | 50              | 26            | 24            |
| Produktion                   | 2               | 1               | 7             | 6             |
| Dienstleistung               | 17              | 10              | 28            | 36            |

1) Betriebe mit Fläche in den Jahren 2010 und 1999

### Arbeitsmarkt, Pendeln
Im Jahr 2011 lebten 179 Erwerbstätige in Obernberg am Brenner. Davon arbeiteten 54 in der Gemeinde, siebzig Prozent pendelten aus.

## Politik

### Gemeinderat
Der Gemeinderat besteht aus elf Mandataren.
| Partei                    | 2022    | 2022    | 2022  | 2016    | 2016    | 2016  | 2010    | 2010    | 2010  |
| Partei                    | Prozent | Stimmen | Sitze | Prozent | Stimmen | Sitze | Prozent | Stimmen | Sitze |
| ------------------------- | ------- | ------- | ----- | ------- | ------- | ----- | ------- | ------- | ----- |
| Gemeinsam für Obernberg   | 52,22   | 141     | 6     | 49,23   | 128     | 5     |         |         |       |
| Einheitsliste             | 47,78   | 129     | 5     | 50,77   | 132     | 6     | 51,32   | 136     | 6     |
| Tiroler Bauernbund + ÖAAB |         |         |       |         |         |       | 34,72   | 92      | 4     |
| Bürgerliste               |         |         |       |         |         |       | 13,96   | 37      | 1     |

### Bürgermeister
Bürgermeister von Obernberg am Brenner ist Josef Saxer.
Bürgermeister-Stellvertreter von Obernberg am Brenner ist Alois Messner.

### Wappen
Das 1973 von der Tiroler Landesregierung verliehene Gemeindewappen zeigt in Rot zwei goldene Kegel und einen König mit Krone im Dreipass. Die drei goldenen Kegel verweisen auf die Sage vom goldenen Kegelspiel, welches im Rasselstein vergraben sein soll und vom Bergkönig bewacht wird. Der wahre Kern der Sage sind vermutlich die Bodenschätze des Tribulaun.

### Partnergemeinde
Obernberg pflegt partnerschaftliche Beziehungen zu Heddesbach in Deutschland.

## Persönlichkeiten
- Joseph Vincenz Hofmann (1800–1863), Theologe, war Geistlicher in Obernberg
- Heini Messner (1939–2023), erfolgreicher Skiweltcuprennläufer und Trainer des ÖSV-Damenteams in den 1970er Jahren
- Ernst Mair-Tribulaun (* 1928), Maler
- Hugo Penz, Universitätsprofessor, Geograph